# 小行星1004
小行星1004（1004 Belopolskya）是一颗围绕太阳公转的小行星。
該小行星以俄羅斯天文學家阿里斯塔赫·貝洛波利斯基命名。

## 参数
这颗小行星的绝对星等为9.99等，自转周期为9.44小时。